# Rue de l'Écurie (Strasbourg)
Pour les articles homonymes, voir Rue de l'Écurie.
Ne doit pas être confondu avec Rue des Écuries ou rue des Petites-Écuries.
La rue de l'Écurie (en alsacien : Stallgass) est une voie de Strasbourg rattachée administrativement au quartier Gare - Kléber, qui va de la rue de la Douane à la rue de l'Ail. 

## Histoire et toponymie

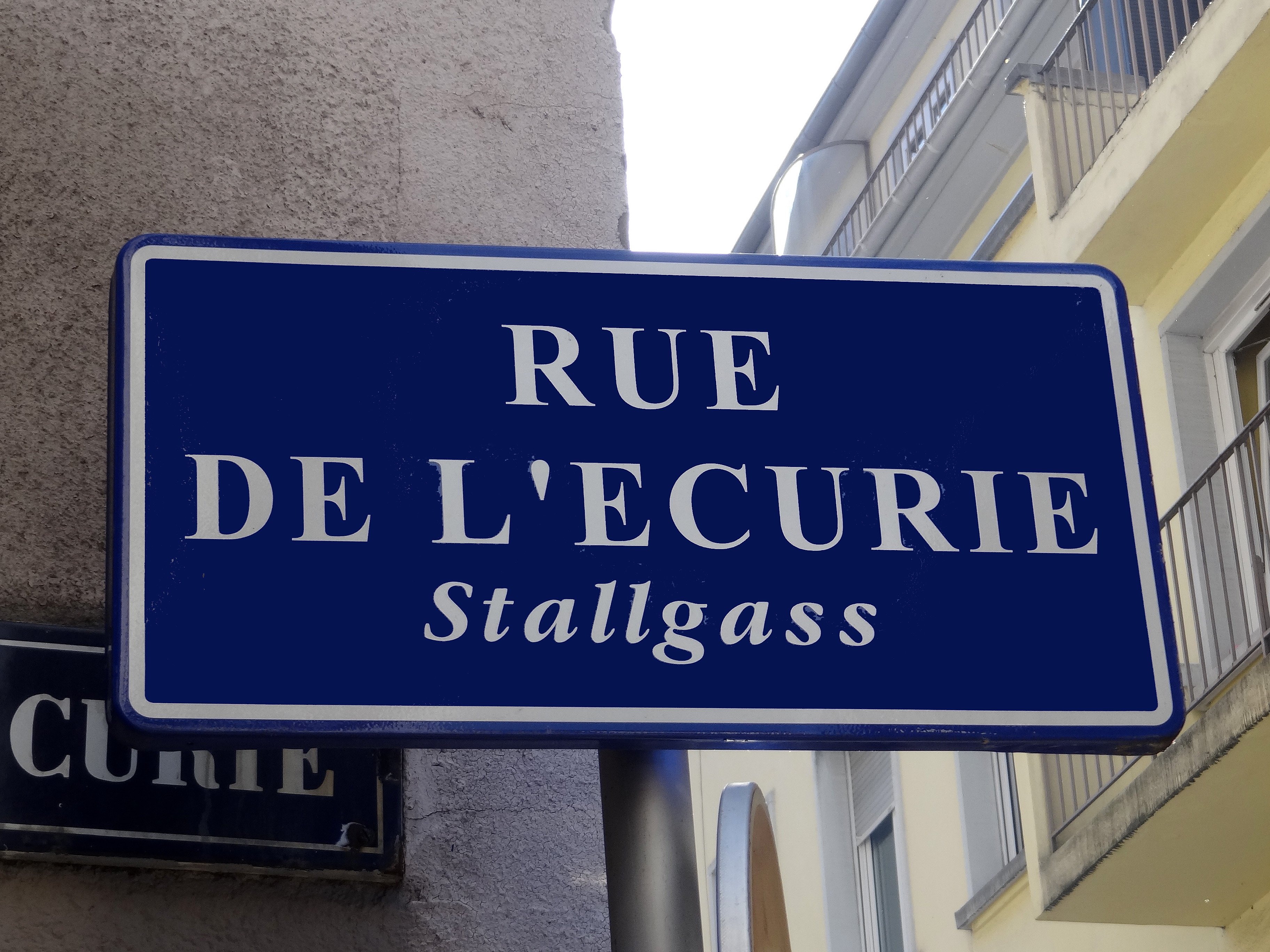
Plaque bilingue, en français et en alsacien.

Dès le XIIIe siècle, la rue porte ce nom (Stallgasse), qu'elle conserve, en allemand ou en français, avec une grande stabilité : Vicus zu dem Stalle (1321), rue de l'Écurie (1780), rue de l'Ancre (1794), rue de l'Écurie (1817), Stallgasse (1817), Stallgasse (1872), rue de l'Écurie (1918), Stallgasse (1940), rue de l'Écurie (1945).
Selon Adolphe Seyboth, elle le doit aux nos 3-7. De son côté, Roland Recht avance que l'appellation était réservée à l'origine à l'immeuble no 5, Zum Stall, en référence à une auberge. Il pourrait aussi s'agir d'une écurie plus importante, en lien avec le transport de marchandises dans la rue de la Douane voisine. On observe par ailleurs que la rue de l'Écurie est parallèle à la ruelle du Fumier (Mistgässchen), qui donne elle-aussi dans la rue de la Douane.

## Bâtiments remarquables
- no 3 : La maison à pans de bois sculptés, qui abrite aujourd'hui un restaurant, a été construite en 1588[1]. Elle est dotée d'un vantail de porte surmonté d'une imposte en fer forgé[6].
Une étude de la fin du XIXe siècle sur le prosélytisme de Samuel Heinrich Fröhlich (de) à Strasbourg dans les années 1840 montre qu'il réunissait ses adeptes, les Fröhlichianer, dans cette maison de la Stallgasse, devenue lieu de rencontre de la communauté[7].
- no 4 : L'édifice a été reconstruit en 1769 pour un marchand de vins[8]. La façade, à quatre niveaux et quatre travées de baies[9], comporte un rez-de-chaussée en pierres de taille percé de baies en plein cintre qui reposent sur des pilastres creusés en panneaux[3]. Les quatre arcades du rez-de-chaussée sont ornées, sur les clés de cintre, de mascarons représentant les quatre saisons, exceptionnellement sculptées en buste. Le Printemps, l'Été et l'Automne incarnés par de jeunes bourgeoises à grands chapeaux, l'Hiver par un vieillard portant une capuche ornée de feuilles de chêne[9].

no 5Quoique fermée à la circulation, la ruelle de l'Agneau débouche à cet endroit.
- no 7 : La maison comporte des éléments appartenant à plusieurs époques. Les arcades en plein cintre du rez-de-chaussée datent de la Renaissance. Elles se prolongent à l'angle par une console nervurée. Remanié au XVIIIe siècle, l'édifice présente des linteaux de fenêtres légèrement cintrées évoquant le style Régence, alors que les rebords des fenêtres, chantournés, appartiennent au rococo strasbourgeois[10],[3].
- no 8 : Construite en 1781 pour un marchand[8], cette très haute bâtisse de style Louis XVI contraste avec les architectures voisines, de style Régence ou rococo, par ses encadrements de fenêtre carrés et sa porte d'entrée en chêne avec oves et guirlandes[1],[11].
- no 9 : À l'angle avec le no 26 de la rue de l'Ail, la maison a été reconstruite en 1770 pour un marchand. Au-dessus de la porte cochère, transformée en vitrine, un cartouche sculpté montre une construction rustique avec l'inscription « À la Grange » et la date 1647[12]. Au XIVe siècle elle s'appelait déjà Zu der Schüren. Sur les mascarons, des masques figurent les quatre saisons[6]. Elle pourrait avoir appartenu à l'imprimeur Matthias Hupfuff[12],[13], puis, un siècle plus tard, à l'ammeister Ulrich Mürssel et, en 1645, au général Philippe-Henri Kulmann [12].

Maison À la Grange (n° 9)
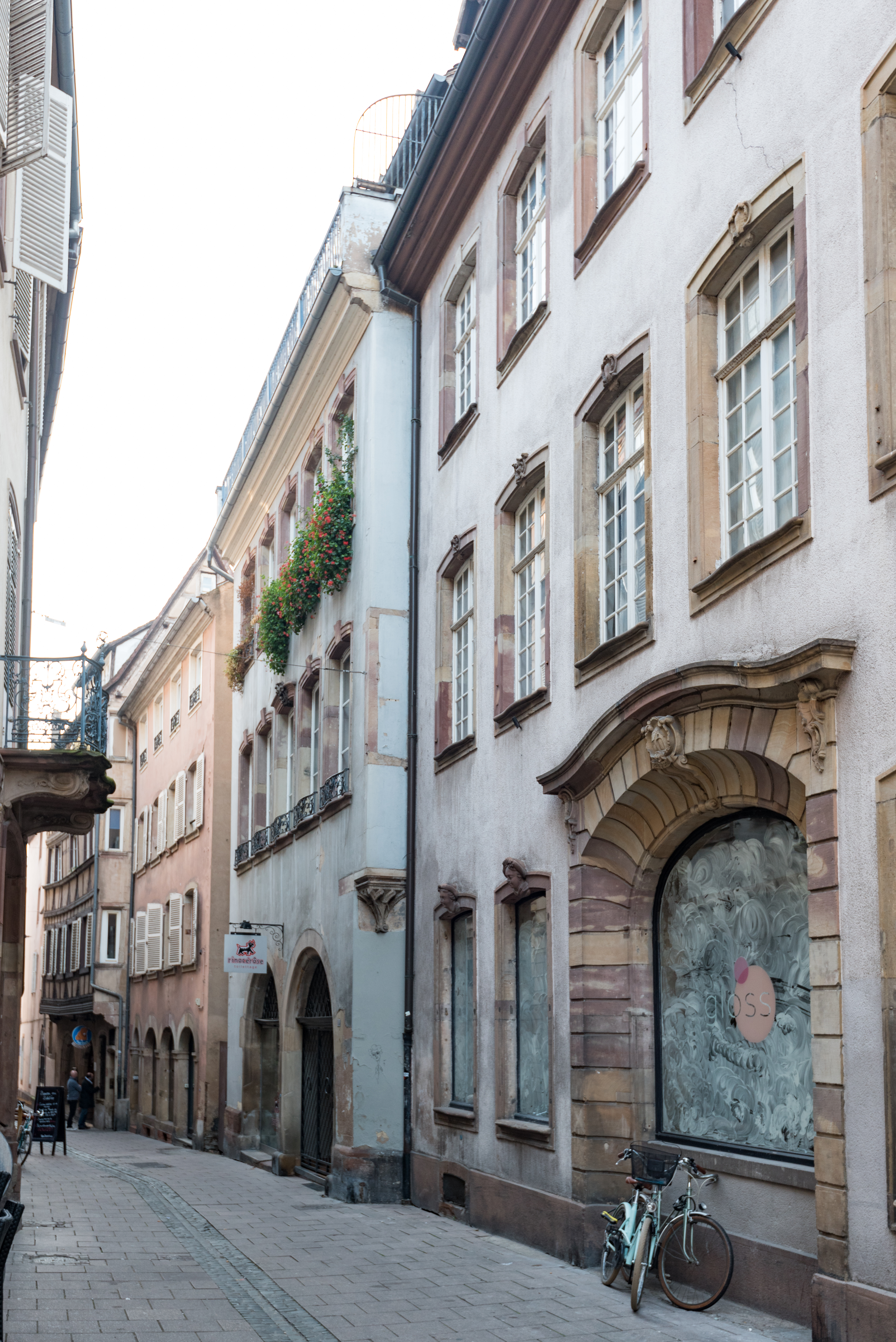
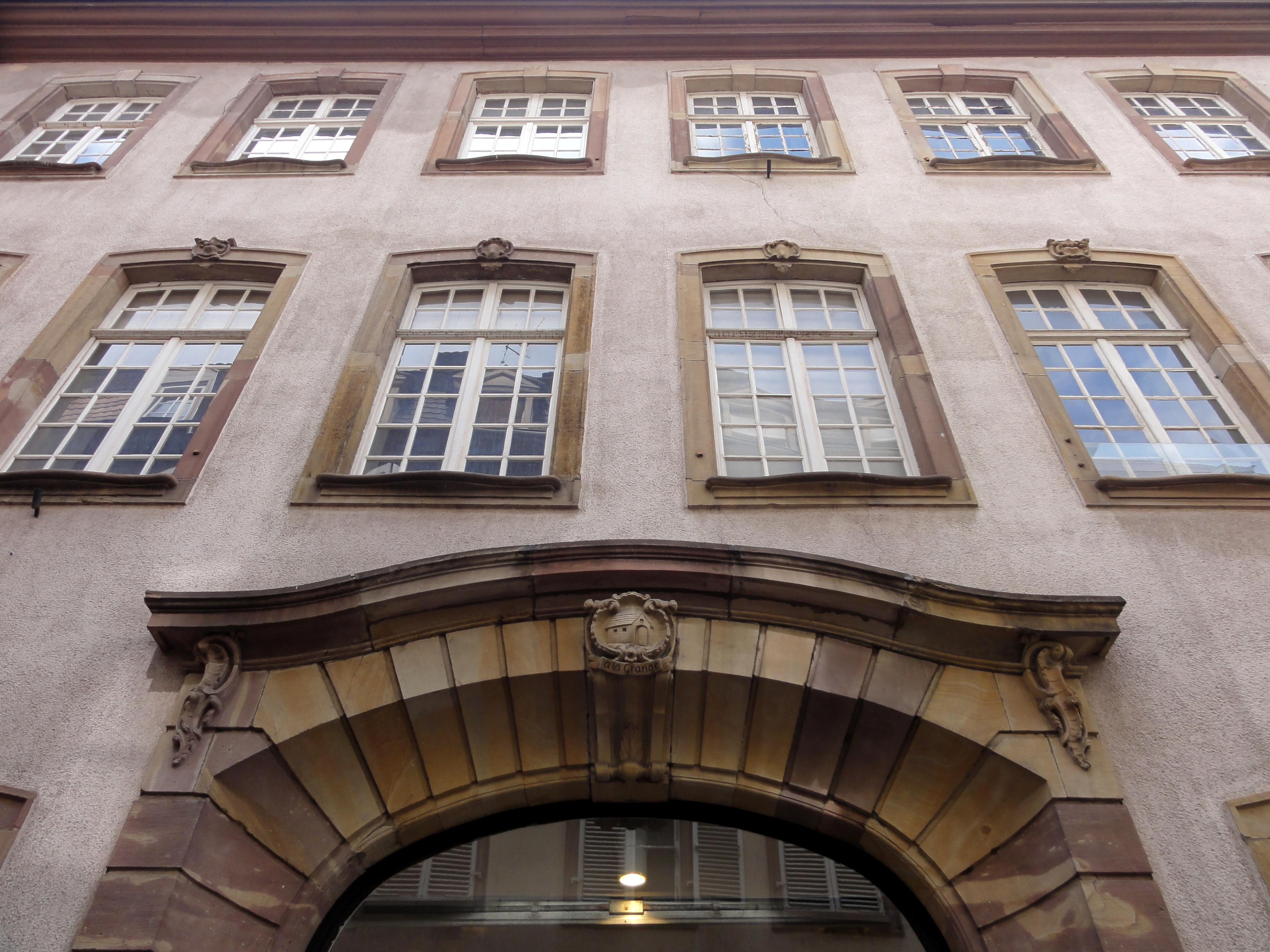
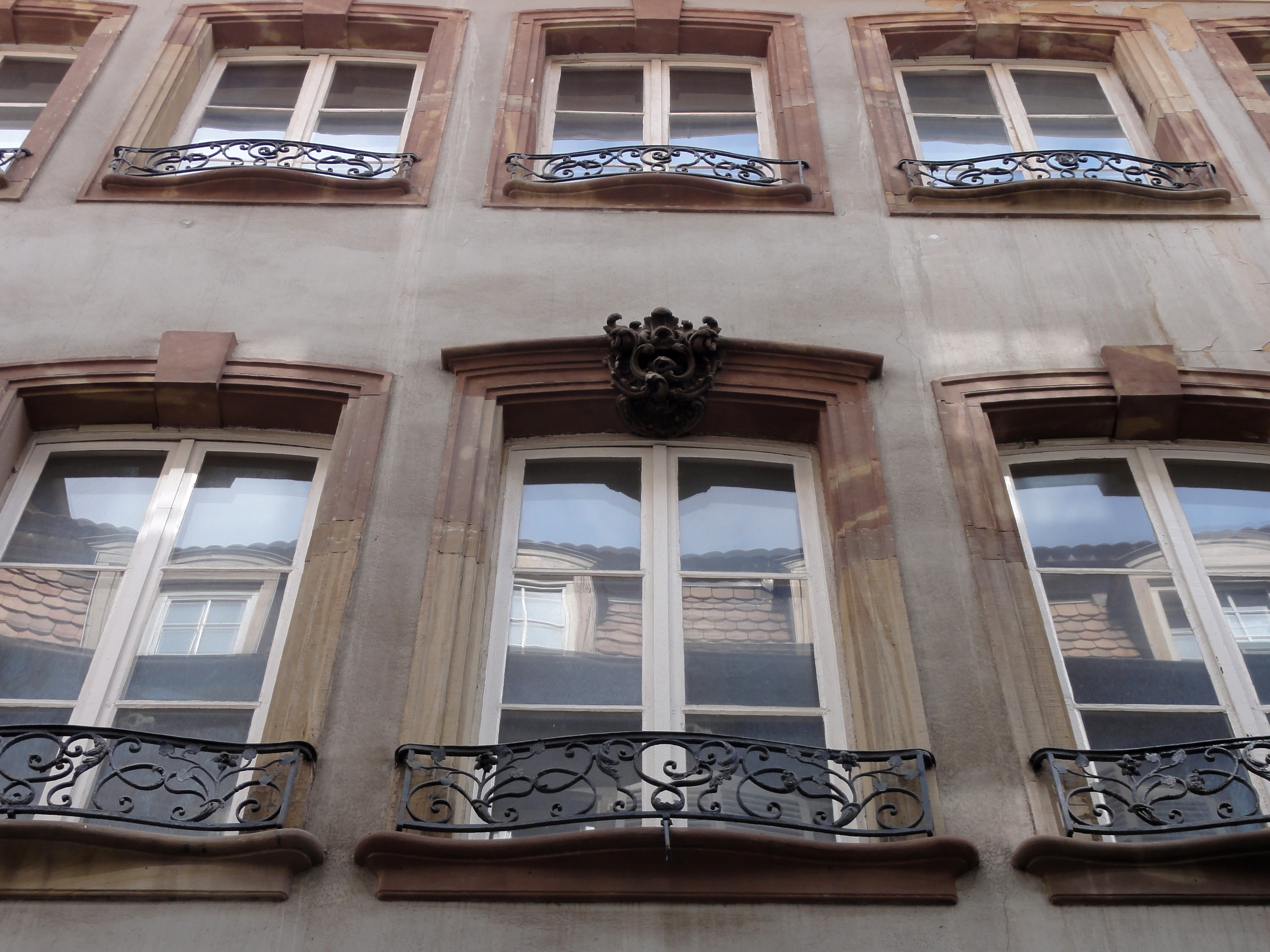
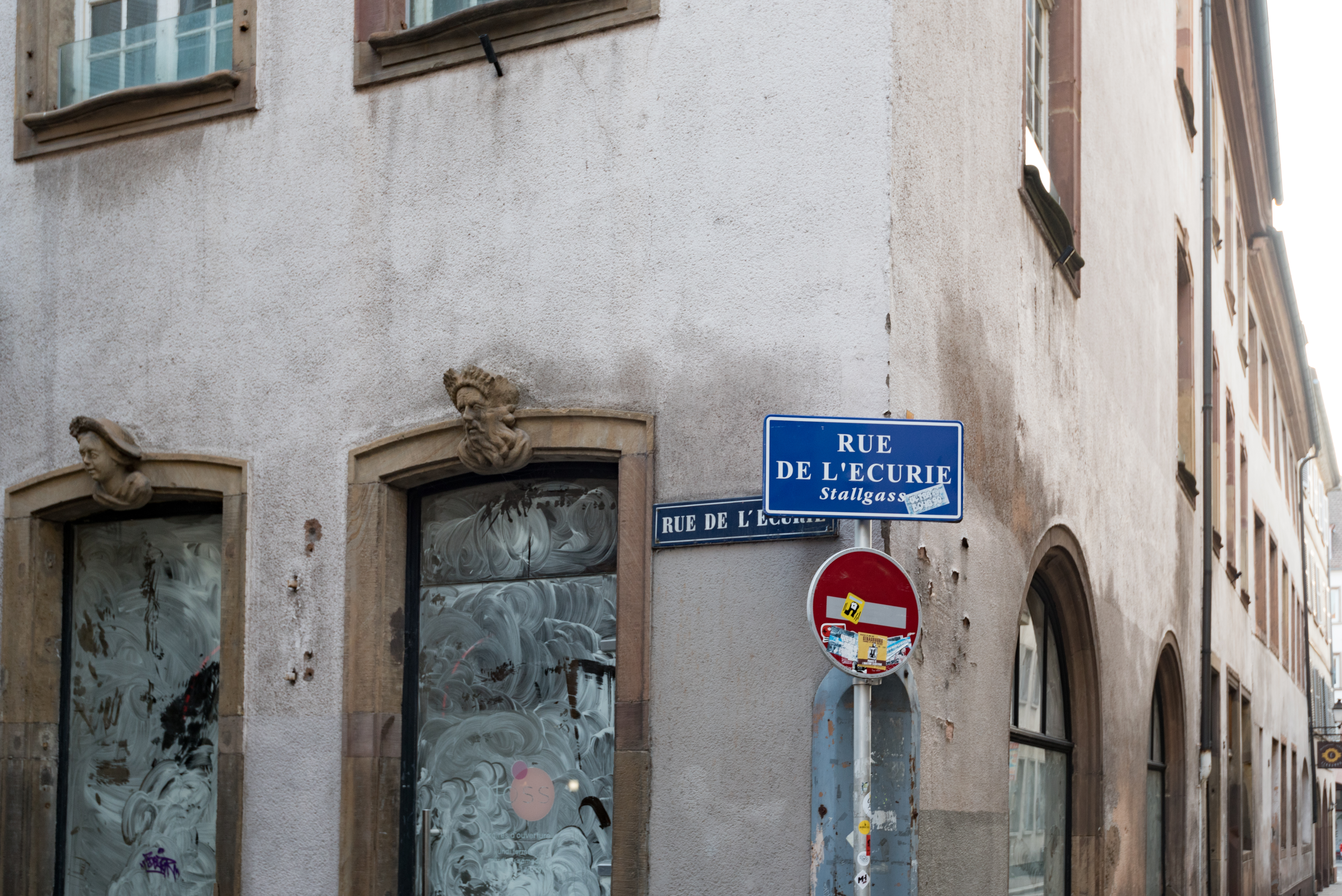

- no 12 : Au XVe siècle, le Poêle des savetiers (Der altbüsser Trinkstube) occupait cet emplacement[12], à l'angle avec le no 28 de l'actuelle rue de l'Ail. La maison, reconstruite en 1747 pour le tonnelier et marchand de vin Jean Daniel Stamm, possède une façade caractéristique du XVIIIe siècle[8]. Le monogramme du propriétaire (« JDS ») apparaît sur la ferronnerie du balcon[6]. L'immeuble a été endommagé lors du bombardement du 11 août 1944, puis reconstruit en 1954-1955[14].